# Park Narodowy Isalo
Park Narodowy Isalo – park narodowy położony w południowo-zachodniej części Madagaskaru, w regionie Ihorombe. Zajmuje powierzchnię 81 540 ha.
Obejmuje obszar płaskowyżu zbudowanego z jurajskiego piaskowca. W wyniku erozji jest on poprzecinany przez liczne piaszczyste doliny i kaniony.

## Położenie

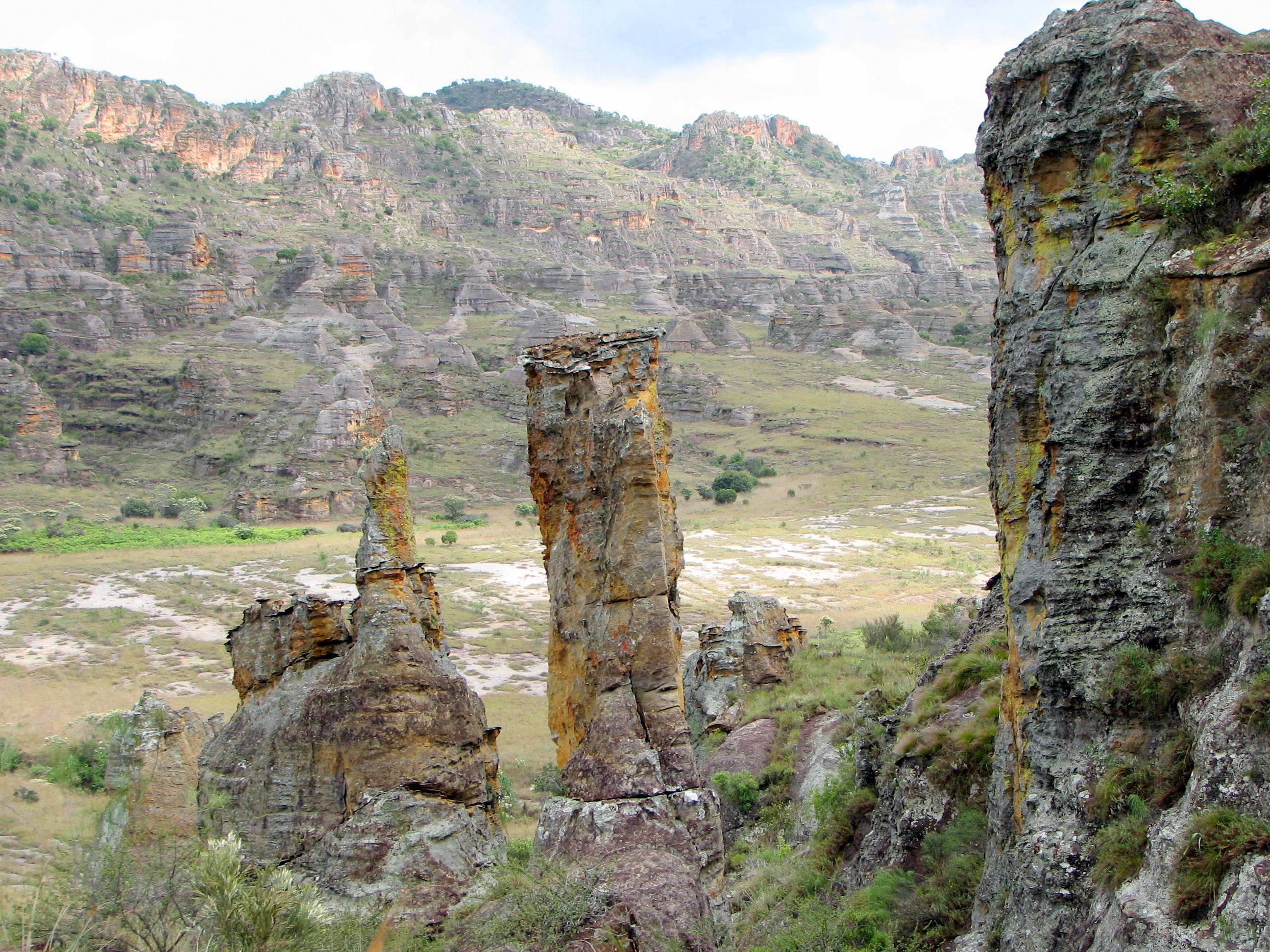
Formacje skalne w Parku Narodowym Isalo

Południową granicę parku wyznacza droga Route nationale 7. Znajduje się 279 km na południe od miasta Fianarantsoa oraz 700 km na południowy zachód od stolicy kraju, Antananarywy. Położony jest na wysokości od 820 do 1240 m n.p.m.

## Flora
W parku występuje ponad 400 gatunków roślin, w tym wiele endemicznych. Zaobserwowano tu takie gatunki jak Pachypodium rosulatum, Aloe isaloensis czy Bismarckia nobilis. Flora jest zdominowana przez gatunek Uapaca bogeri z rodziny wilczomleczowatych. Zarejestrowano tu także 116 gatunków roślin leczniczych, w tym Catharanthus ovalis, który jest endemitem dla regionu Ihorombe.

## Fauna
W parku żyje wiele endemicznych gatunków zwierząt. Zaobserwowano tutaj 77 gatunków ptaków, z których 70% jest endemicznych dla Madagaskaru. Ponadto można spotkać 14 gatunków nocnych lemurów, z których 7 to gatunki endemiczne. Występują tu także takie gatunki jak żaby Boophis albilabris, Gephyromantis corvus i łopatnik czerwony, kameleon olbrzymi czy wąż boa Dumerila.
Z ptaków można zaobserwować takie gatunki jak nagórnik leśny, ibis białoskrzydły, perkozek, czapla złotawa, waruga, drzewica białolica, srebrzanka czerwonodzioba, kania czarna, owadożer madagaskarski, błotniak malgaski, myszołów madagaskarski, pustułka malgaska, sokół śniady, sokół wędrowny, przepiórka madagaskarska czy dziwonos szaroboczny.

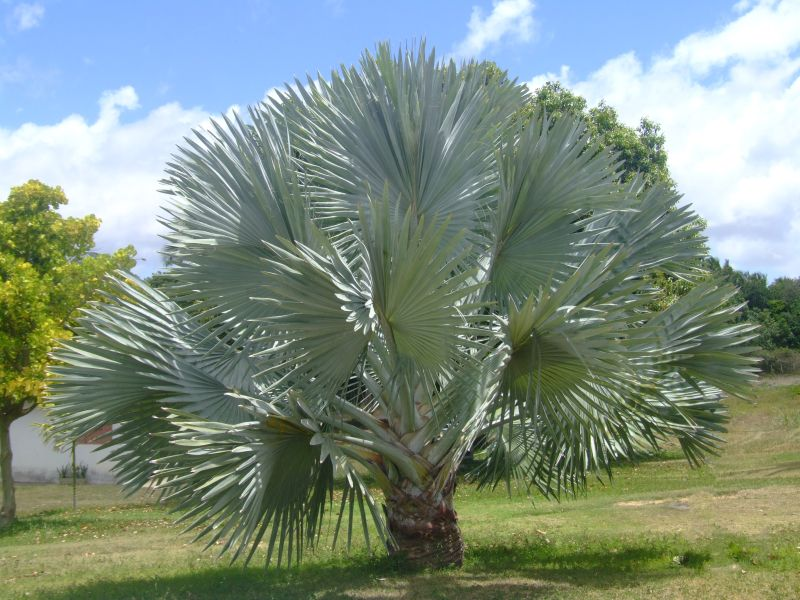
Bismarckia nobilis

Z lemurów występują między innymi gatunki sifaka biała, lemur katta, mikrusek myszaty, mikrus ogoniasty, lepilemur rudoogonowy czy lemuria rdzawa.

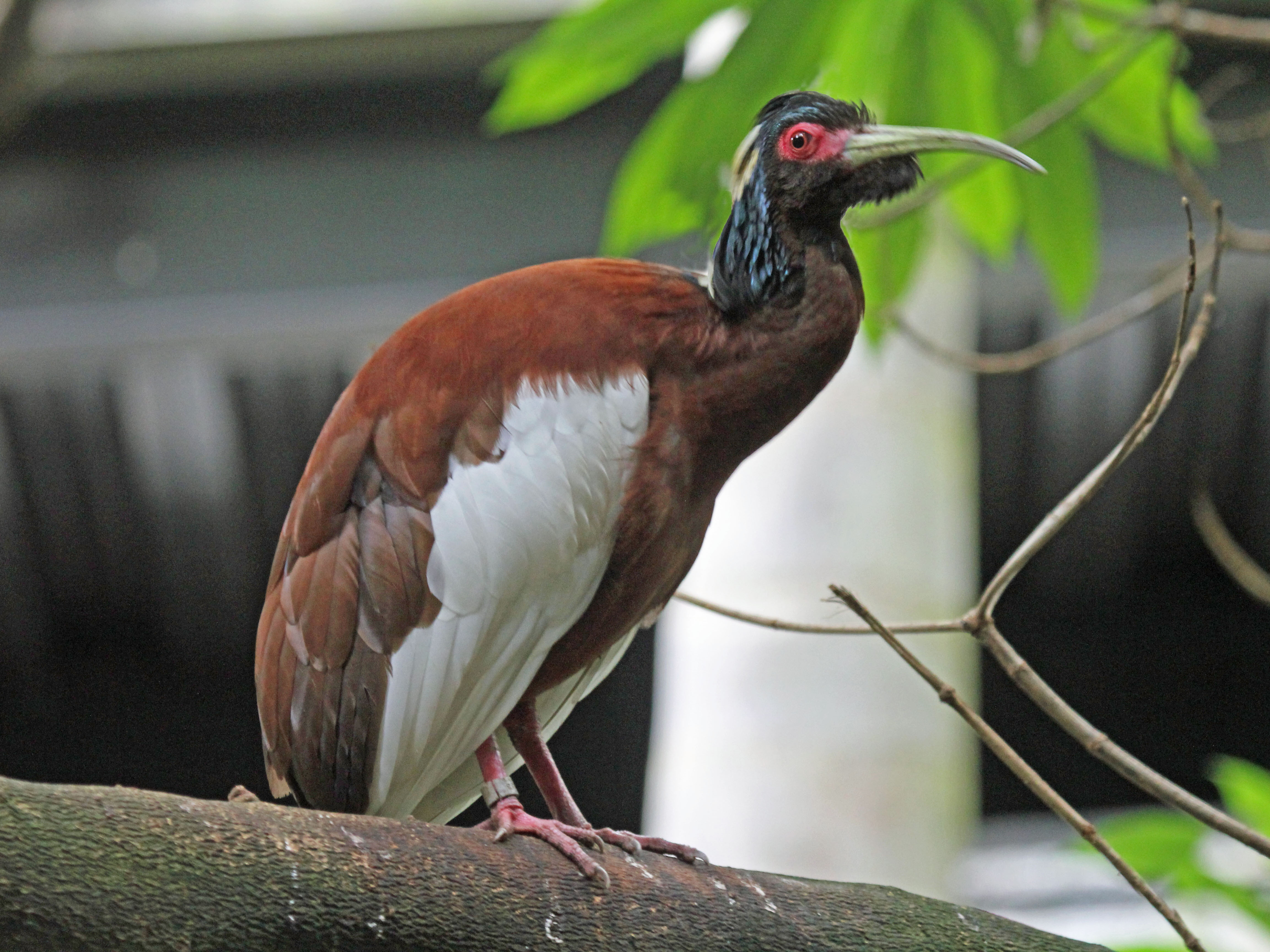
Ibis białoskrzydły
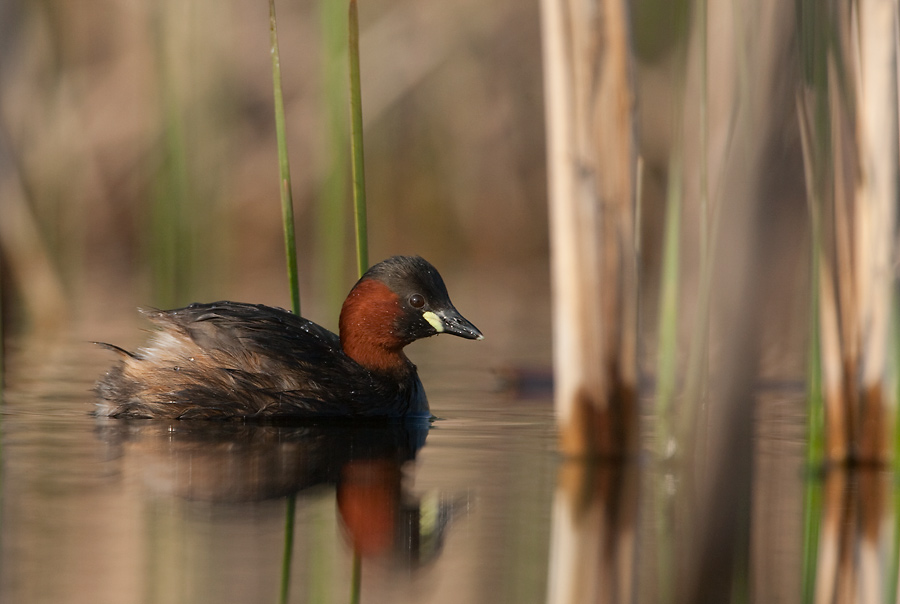
Perkozek
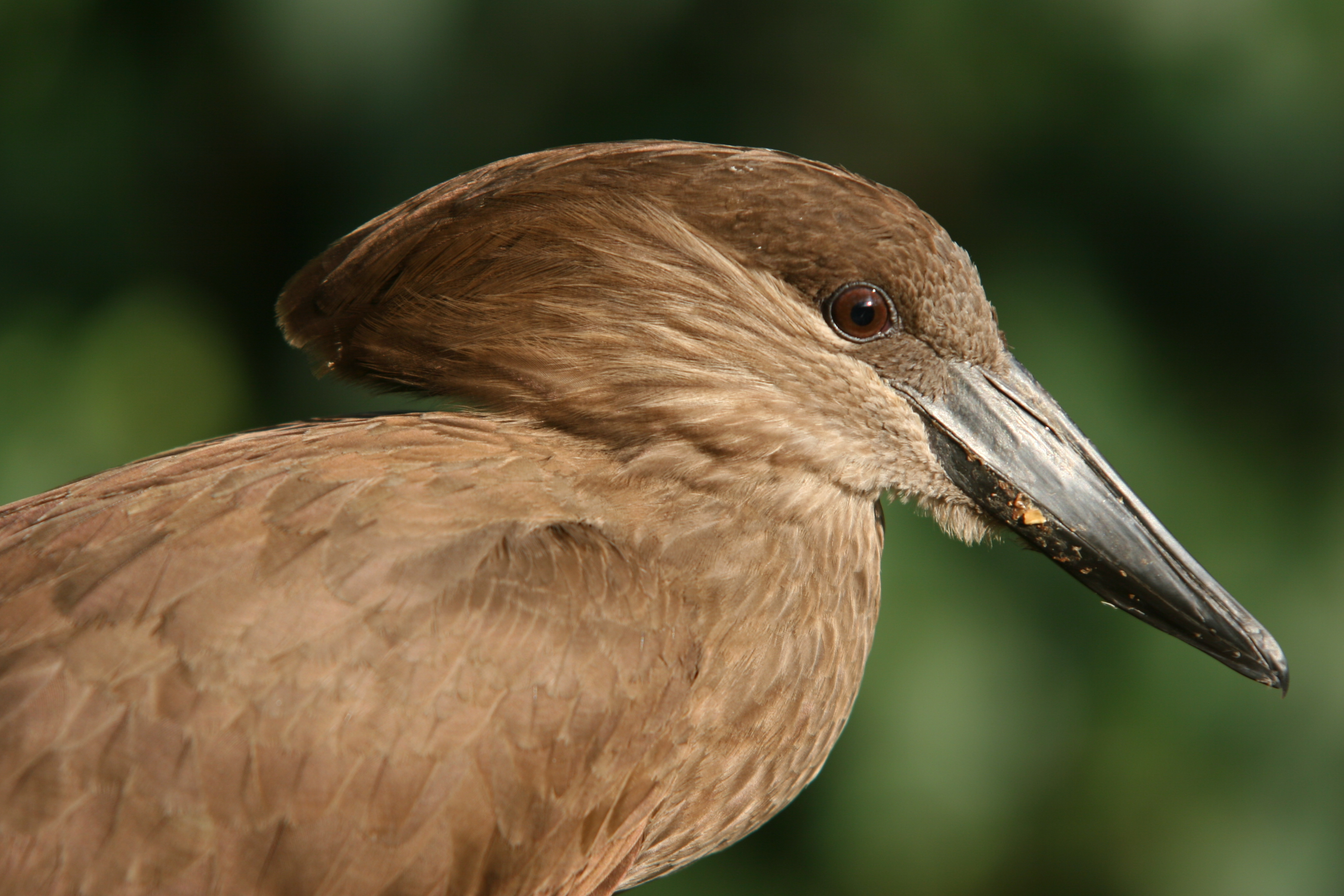
Waruga
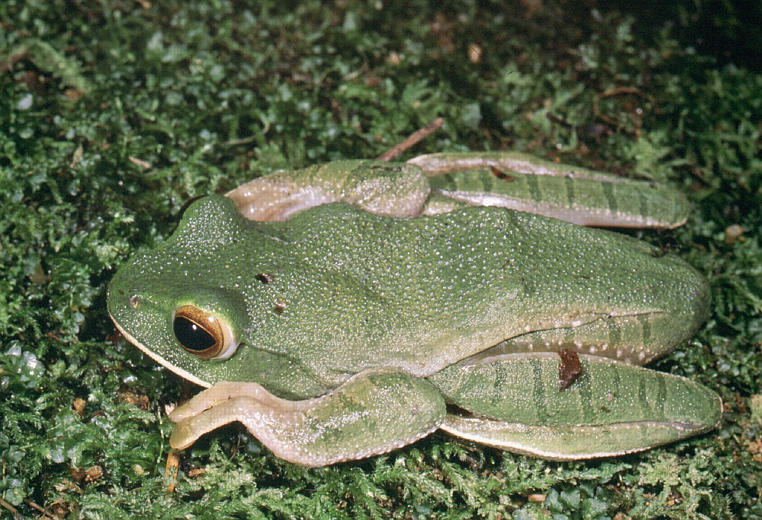
Boophis albilabris
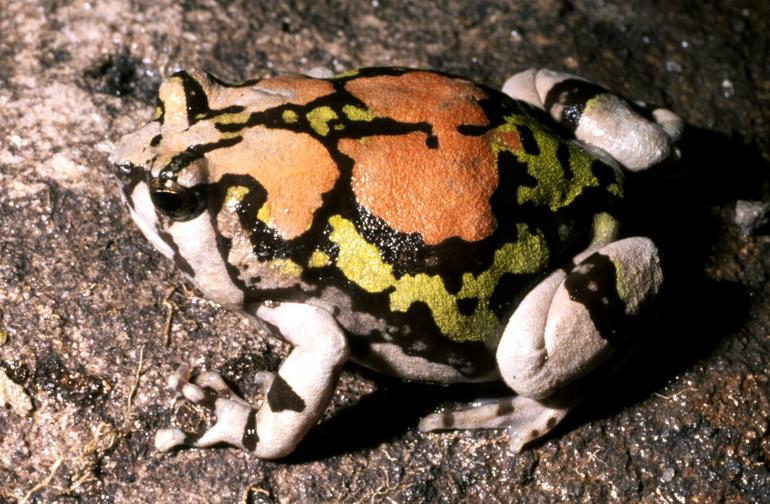
Łopatnik czerwony
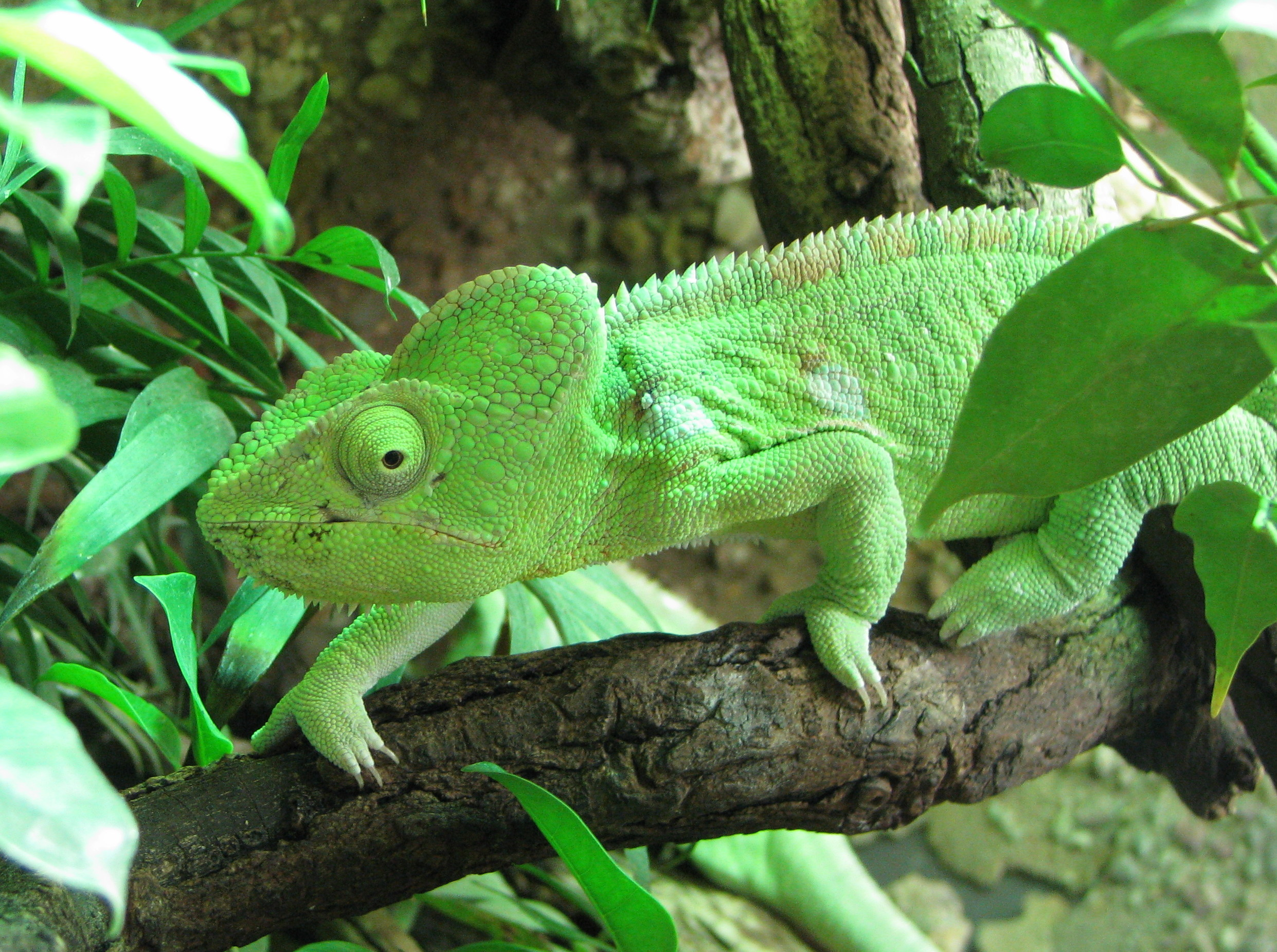
Kameleon olbrzymi
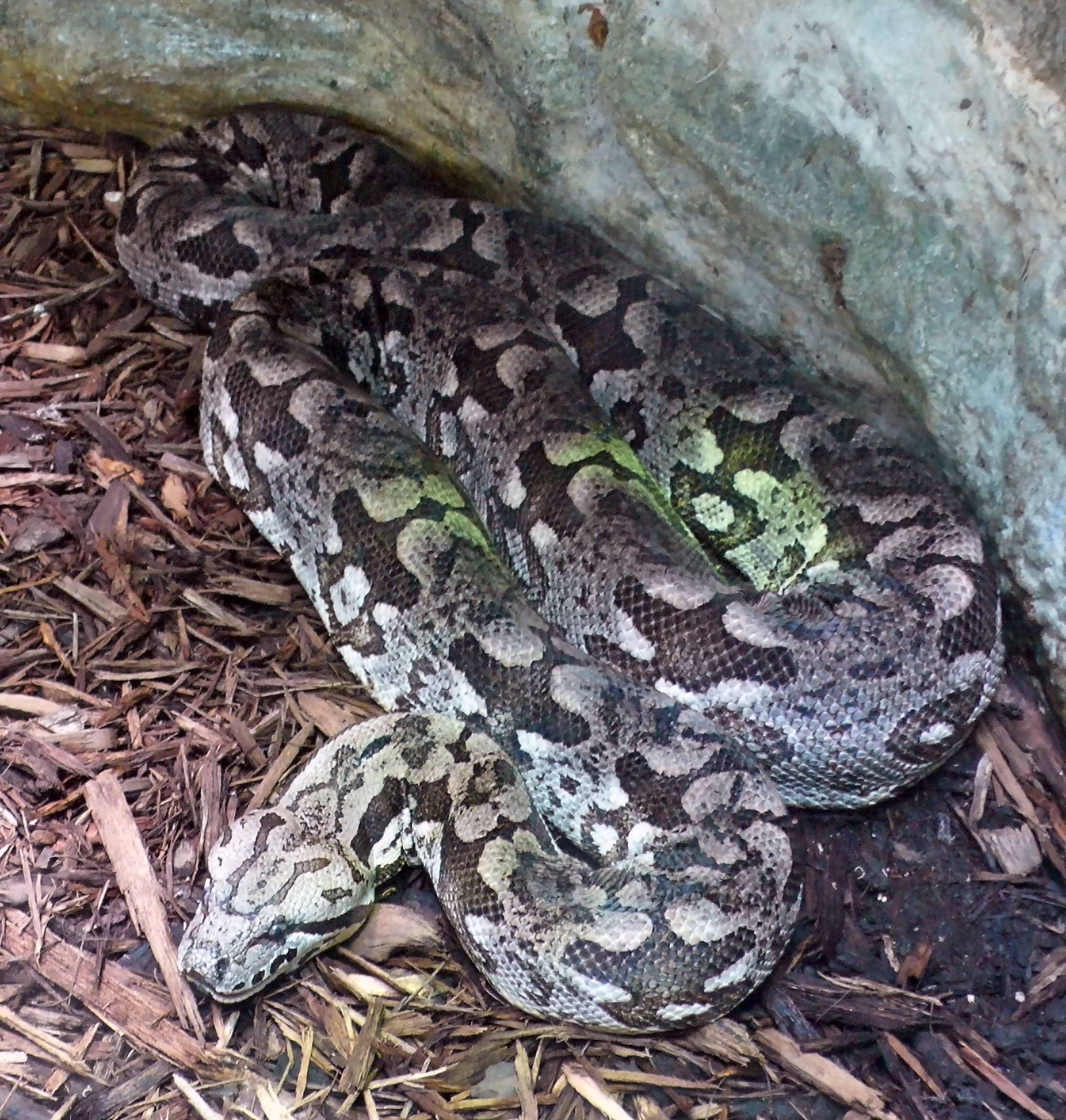
Boa Dumerila

## Klimat
Park znajduje się w strefie klimatu tropikalnego suchego z ciepłymi temperaturami przez cały rok.

## Ludność
Na terenie parku żyje lud Bara.

## Turystyka
Park Narodowy Isalo jest najczęściej odwiedzanym parkiem narodowym Madagaskaru. Jest otwarty przez cały rok. Dla turystów wytyczona szlaki turystyczne na obszarze parku, po których można chodzić z przewodnikiem. W biurze parku mieści się muzeum poświęcone geologii, florze oraz faunie tego chronionego obszaru.